# Forma automórfica

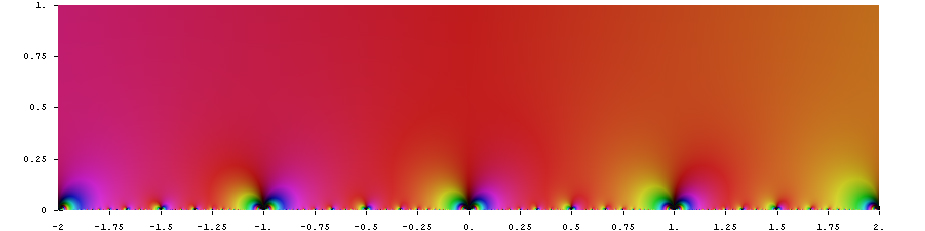
La función eta de Dedekind es una forma automórfica en el plano complejo.

En el análisis armónico y la teoría de números, una forma automórfica es una función de buen comportamiento de un grupo topológico G a los números complejos (o espacio vectorial complejo) que es invariante bajo la acción de un subgrupo discreto {\displaystyle \Gamma \subset G} del grupo topológico. Las formas automórficas son una generalización de la idea de funciones periódicas en el espacio euclidiano a grupos topológicos generales.
Las formas modulares son formas automorfas holomórficas definidas sobre los grupos SL(2, <b id="mwGQ">R</b>) o PSL(2, <b id="mwGw">R</b>) siendo el subgrupo discreto el grupo modular, o uno de sus subgrupos de congruencia; en este sentido la teoría de formas automorfas es una extensión de la teoría de formas modulares. De manera más general, se puede utilizar el enfoque adélico como una forma de abordar toda la familia de subgrupos de congruencia a la vez. Desde este punto de vista, una forma automórfica sobre el grupo G(AF), para un grupo algebraico G y un cuerpo de números algebraicos F, es una función de valor complejo en G(AF) que se deja invariante bajo G(F) y satisface ciertas condiciones de suavidad y crecimiento.
Henri Poincaré descubrió por primera vez las formas automórficas como generalizaciones de funciones trigonométricas y elípticas. A través de las conjeturas de Langlands, las formas automórficas juegan un papel importante en la teoría de números moderna.

## Definición
En matemáticas, la noción de factor de automorfía surge para un grupo que actúa sobre una variedad analítica-compleja. Supongamos un grupo {\displaystyle G} actúa sobre una variedad analítica compleja {\displaystyle X}. Entonces, {\displaystyle G} también actúa sobre el espacio de funciones holomorfas de {\displaystyle X} a los números complejos. Una función {\displaystyle f} se denomina forma automórfica si se cumple lo siguiente:
{\displaystyle f(g\cdot x)=j_{g}(x)f(x)}
dónde {\displaystyle j_{g}(x)} es una función holomórfica en todas partes distinta de cero. De manera equivalente, una forma automórfica es una función cuyo divisor es invariante bajo la acción de {\displaystyle G}.
El factor de automorfía para la forma automórfica {\displaystyle f} es la función {\displaystyle j}. Una función automórfica es una forma automórfica para la cual {\displaystyle j} es la identidad.
Una forma automórfica es una función F en G (con valores en algún espacio vectorial fijo de dimensión finita V, en el caso de valor vectorial), sujeta a tres tipos de condiciones:
1. transformar bajo traducción por elementos {\displaystyle \gamma \in \Gamma } según el factor dado de automorfia j;
2. ser una función propia de ciertos operadores de Casimir en G; y
3. para satisfacer una condición asintótica de "crecimiento moderado" una función de altura.

Es el primero de ellos el que hace que F sea automórfico, es decir, satisface una interesante ecuación funcional que relaciona F(g) con F(γg) para {\displaystyle \gamma \in \Gamma }. En el caso de valores vectoriales, la especificación puede implicar una representación de grupo de dimensión finita ρ que actúa sobre los componentes para "retorcerlos". La condición del operador de Casimir dice que algunos laplacianos[cita requerida] tiene F como función propia; esto asegura que F tiene excelentes propiedades analíticas, pero si en realidad es una función analítica compleja depende del caso particular. La tercera condición es manejar el caso donde G/Γ no es compacto pero tiene cúspides.
La formulación requiere la noción general de factor de automorfia j para Γ, que es un tipo de 1-cociclo en el lenguaje de la cohomología de grupos. Los valores de j pueden ser números complejos o, de hecho, matrices cuadradas complejas, lo que corresponde a la posibilidad de formas automórficas con valores vectoriales. La condición de cociclo impuesta al factor de automorfía es algo que se puede comprobar de forma rutinaria, cuando j se deriva de una matriz jacobiana, mediante la regla de la cadena.
Una definición más directa pero técnicamente avanzada que utiliza la teoría de campos de clases construye formas automórficas y sus funciones correspondientes como incrustaciones de grupos de Galois en sus extensiones de campo globales subyacentes. En esta formulación, las formas automórficas son ciertos invariantes finitos, que se asignan desde el grupo de clases idele bajo la ley de reciprocidad de Artin. Aquí, la estructura analítica de su función L permite generalizaciones con diversas propiedades algebro-geométricas; y el programa Langlands resultante. Para simplificar demasiado, las formas automórficas en esta perspectiva general son funcionales analíticas que cuantifican la invariancia de los campos numéricos en un sentido más abstracto, indicando así la "primitividad" de su estructura fundamental. Permitiendo una poderosa herramienta matemática para analizar las construcciones invariantes de prácticamente cualquier estructura numérica.
Es difícil obtener ejemplos de formas automórficas en un estado explícito no abstraído, aunque algunas tienen propiedades directamente analíticas:
- La serie de Eisenstein (que es una forma modular prototípica) sobre ciertas extensiones de campo como grupos abelianos.
- Generalizaciones específicas de las funciones L de Dirichlet como objetos de teoría de campos de clase.
- Generalmente cualquier objeto analítico armónico como funtor sobre grupos de Galois que es invariante en su grupo de clase ideal (o idele).
Como principio general, las formas automórficas pueden considerarse funciones analíticas sobre estructuras abstractas, que son invariantes con respecto a un análogo generalizado de su ideal primo (o una representación fundamental irreducible abstracta). Como se mencionó, las funciones automórficas pueden verse como generalizaciones de formas modulares (por lo tanto, curvas elípticas), construidas por algún análogo de función zeta en una estructura automórfica. En el sentido más simple, las formas automórficas son formas modulares definidas en grupos de Lie generales; debido a sus propiedades de simetría. Por lo tanto, en términos más simples, una función general que analiza la invariancia de una estructura con respecto a su 'morfología' principal.

## Historia
Antes de que se propusiera esta configuración tan general (alrededor de 1960), ya se habían realizado desarrollos significativos de formas automórficas que eran diferentes de las formas modulares. El grupo Γ fucsiano ya había atraído atención antes de 1900 (véase más abajo). Las formas modulares de Hilbert (también conocidas como formas de Hilbert-Blumenthal) fueron propuestas poco después, aunque una teoría completa tardó en desarrollarse. Las formas modulares de Siegel, para las cuales G es un grupo simpléctico, surgieron de manera natural al considerar espacios de módulos y funciones theta. El interés posterior a la guerra en varias variables complejas hizo que fuera lógico seguir la idea de la forma automórfica en los casos donde las formas son realmente analíticas-complejas. Se realizó una cantidad considerable de trabajo, especialmente por parte de Ilya Piatetski-Shapiro, en los años alrededor de 1960, para establecer dicha teoría. La teoría de la fórmula de la traza de Selberg, tal como fue aplicada por otros, demostró la considerable profundidad de la teoría. Robert Langlands mostró cómo (en términos generales, conociendo muchos casos particulares) el teorema de Riemann-Roch podría ser utilizado para calcular dimensiones de formas automórficas; esto representa una especie de verificación post hoc de la validez de la noción. También desarrolló la teoría general de las series de Eisenstein, que corresponde a lo que en términos de teoría espectral se denominaría el "espectro continuo" para este problema, dejando la forma de cúspide o parte discreta para su investigación. Desde la perspectiva de la teoría de números, las formas de cúspide han sido reconocidas, desde Srinivasa Ramanujan, como el núcleo del asunto.

## Representaciones automórficas
La noción posterior de "representación automórfica" ha demostrado ser de gran valor técnico cuando se trata de G, un grupo algebraico, tratado como un grupo algebraico adélico. No incluye completamente la idea de forma automórfica introducida anteriormente, ya que el enfoque adélico es una forma de abordar toda la familia de subgrupos de congruencia a la vez. Dentro de un espacio L2 para un cociente de la forma adélica de G, una representación automórfica es una representación que es un producto tensorial infinito de representaciones de grupos p-ádicos, con representaciones de álgebra envolvente específicas para el (los) primo(s) infinito(s). Una forma de expresar el cambio de énfasis es que los operadores de Hecke se ponen aquí en efecto al mismo nivel que los operadores de Casimir, lo que es natural desde el punto de vista del análisis funcional.[cita requerida], aunque no tan obviamente para la teoría de números. Este concepto es básico para la formulación de la filosofía de Langlands.

## Poincaré sobre el descubrimiento y su trabajo sobre funciones automórficas
Uno de los primeros hallazgos de Poincaré en el ámbito de las matemáticas, que se remonta a la década de 1880, fueron las formas automórficas. Las denominó funciones fuchsianas, en honor al matemático Lazarus Fuchs, ya que Fuchs era reconocido por ser un excelente profesor y había realizado investigaciones sobre ecuaciones diferenciales y la teoría de funciones. De hecho, Poincaré formuló el concepto de estas funciones como parte de su tesis doctoral. Según la definición de Poincaré, una función automórfica es aquella que es analítica en su dominio y permanece invariante bajo un grupo infinito discreto de transformaciones fraccionarias lineales. Por lo tanto, las funciones automórficas generalizan tanto las funciones trigonométricas como las elípticas.
Poincaré explica cómo descubrió las funciones fucsianas:

Durante quince días me esforcé por demostrar que no podía haber funciones como las que desde entonces he llamado funciones fuchsianas. Por aquel entonces era muy ignorante; todos los días me sentaba en mi mesa de trabajo, me quedaba una o dos horas, probaba un gran número de combinaciones y no obtenía ningún resultado. Una noche, contrariamente a mi costumbre, tomé café solo y no pude dormir. Las ideas surgían en masa; las sentía colisionar hasta que las parejas se entrelazaron, por así decirlo, formando una combinación estable. A la mañana siguiente, había establecido la existencia de una clase de funciones fuchsianas, las que provienen de la series hipergeométricas; solo tuve que escribir los resultados, lo que me llevó apenas unas horas.